# Kopparlöpare
Kopparlöpare (Carabus cancellatus) är en skalbaggsart som beskrevs av Johann Karl Wilhelm Illiger 1798. Kopparlöpare ingår i släktet Carabus, och familjen jordlöpare. Arten är reproducerande i Sverige.

## Bildgalleri

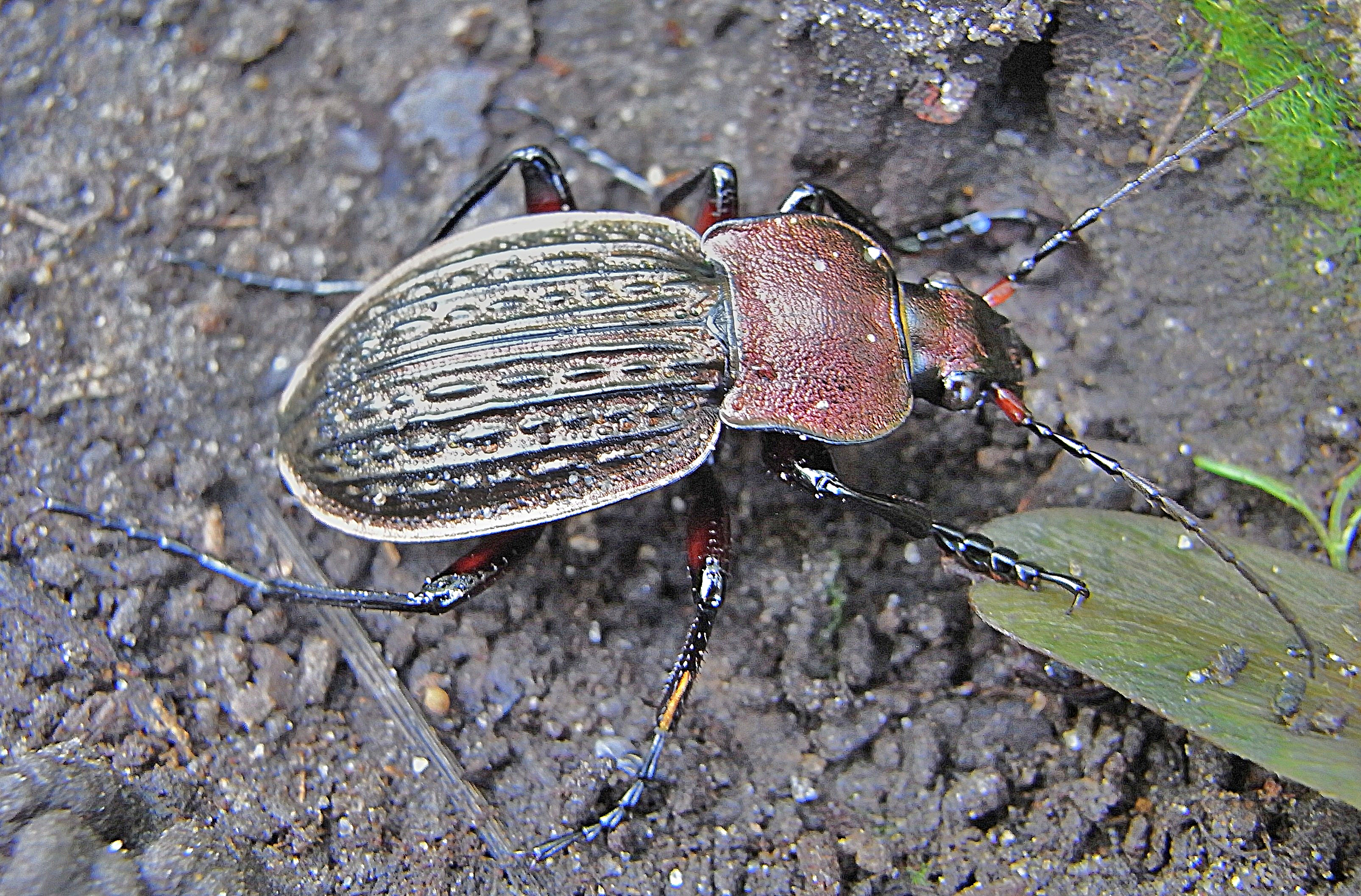
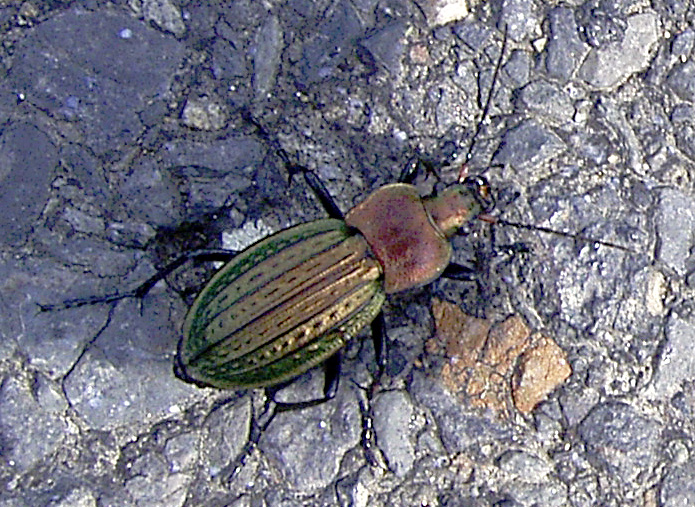
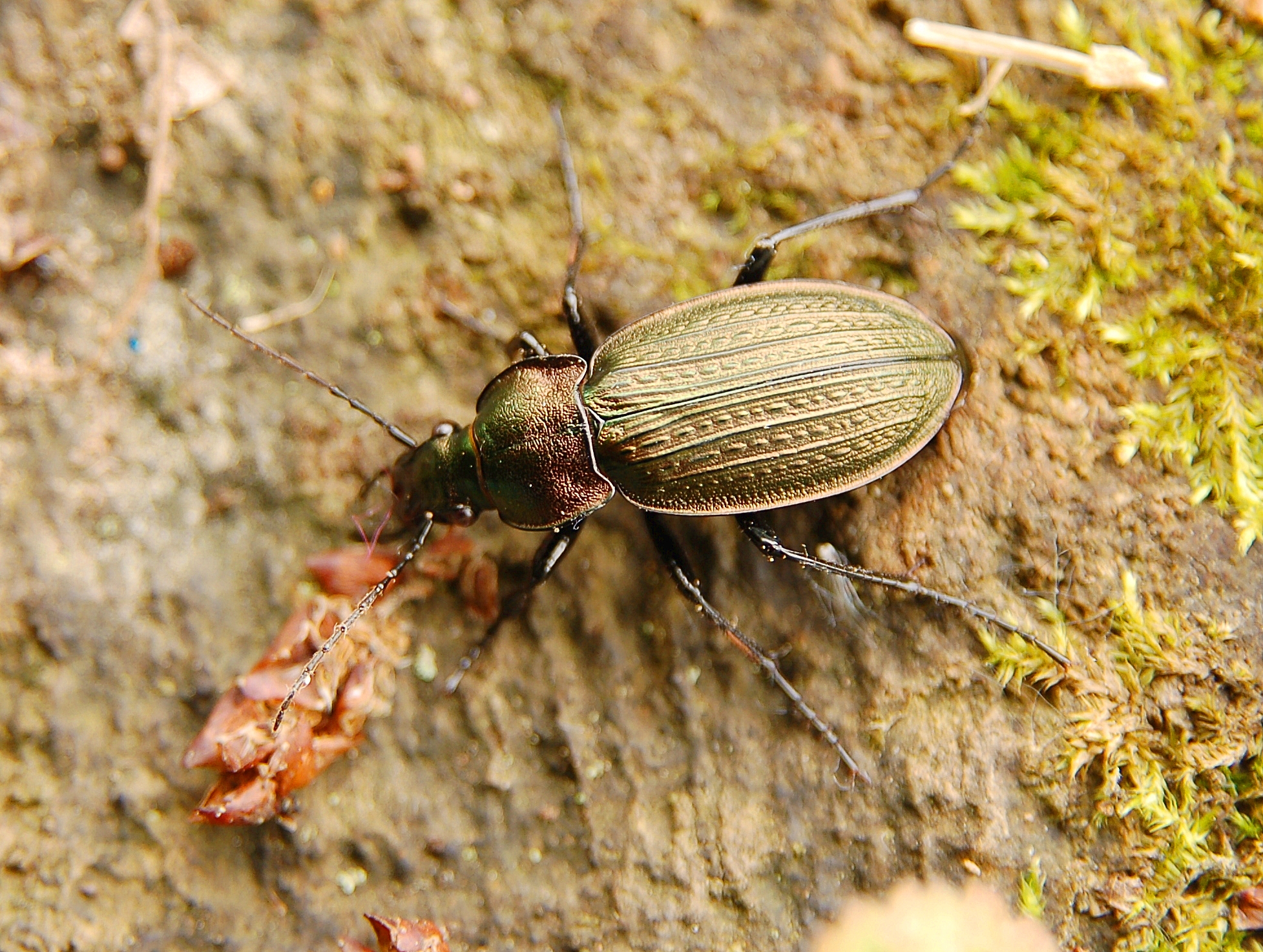
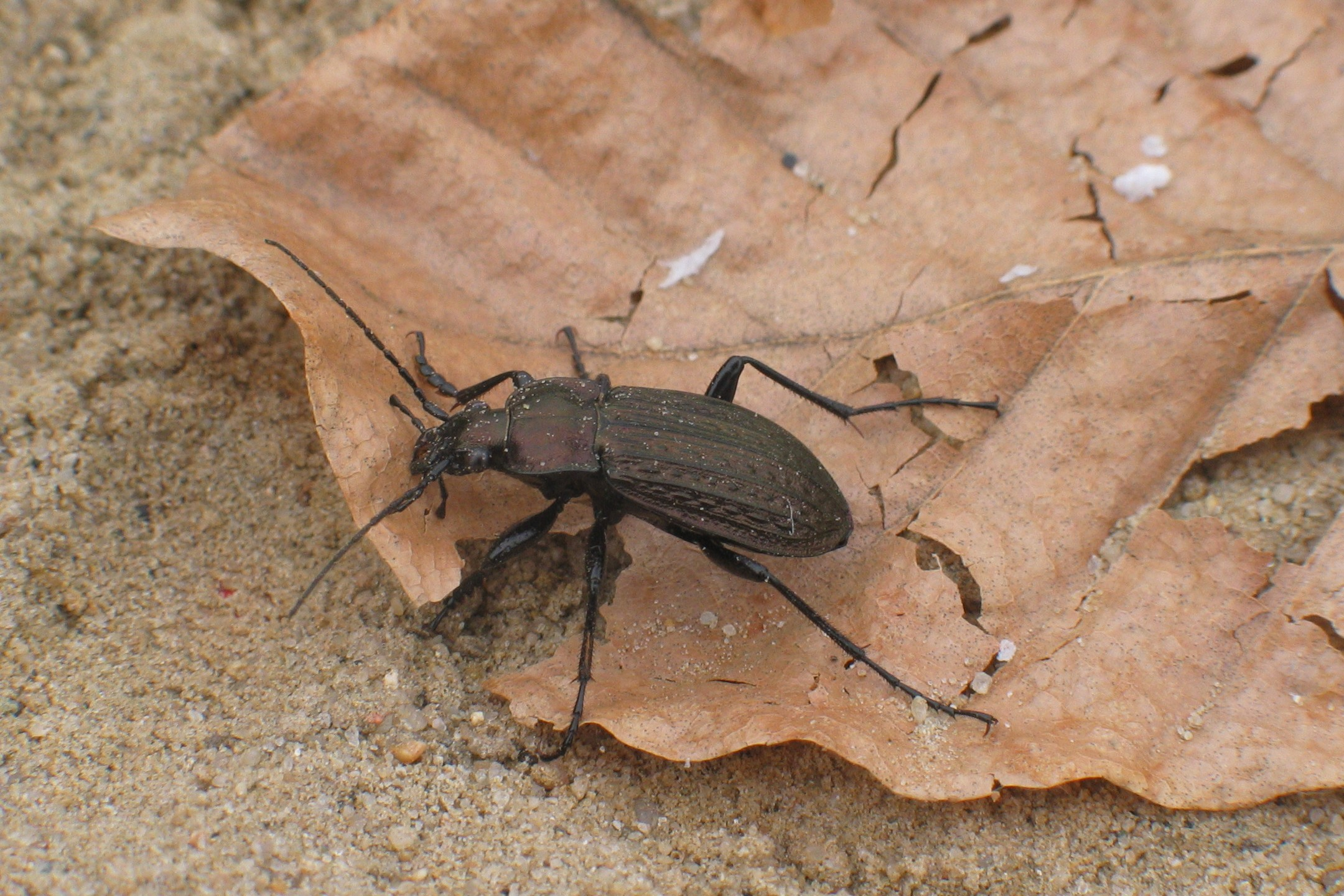